# Hoortoestel

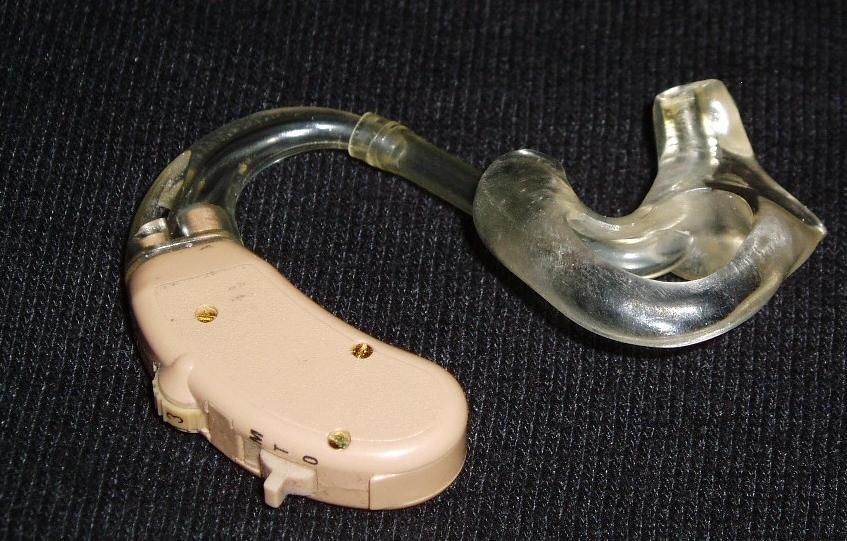
Een hoortoestel

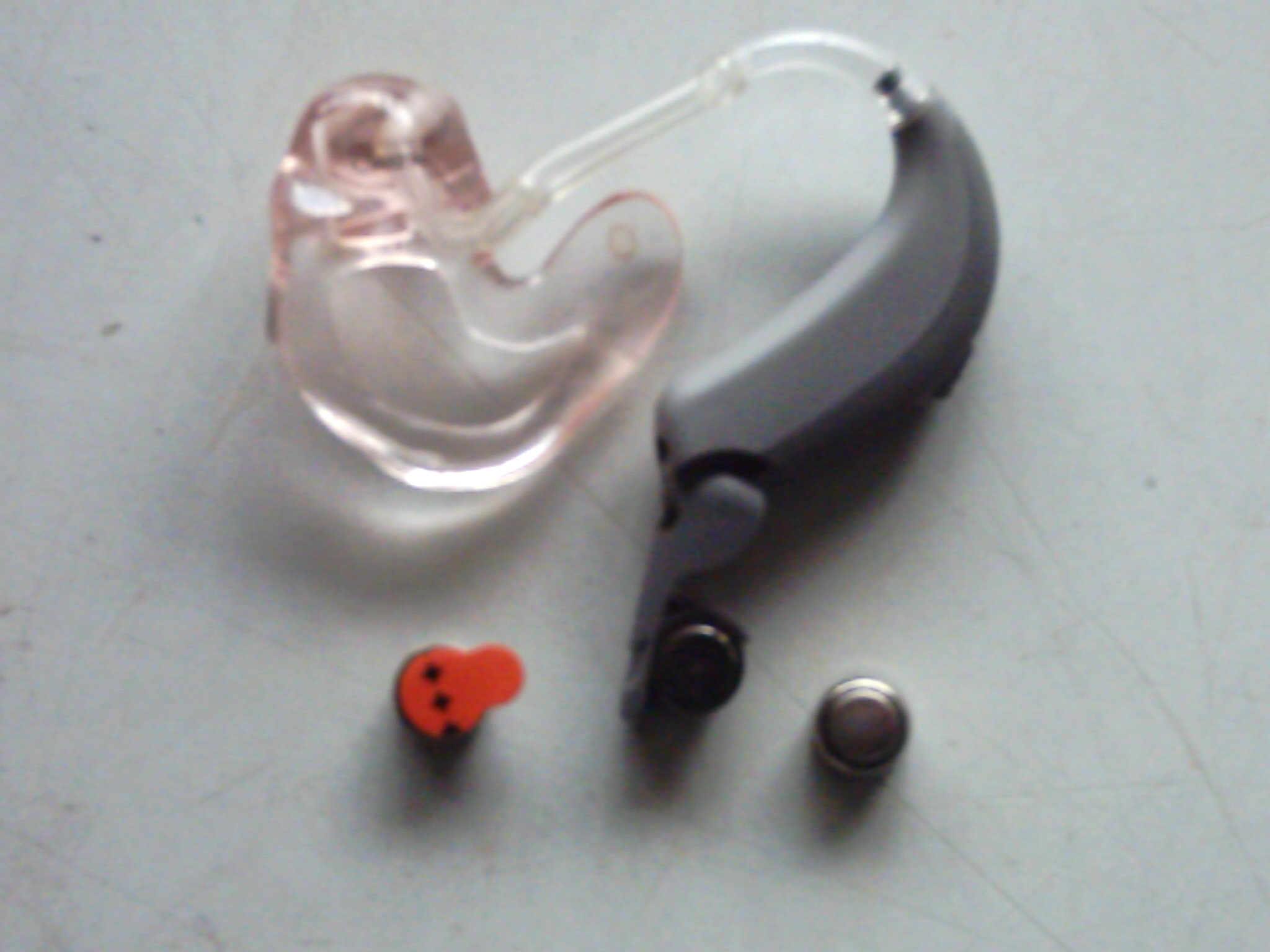
Geopend hoorapparaat met knoopcel en plakkertje (+ pool)

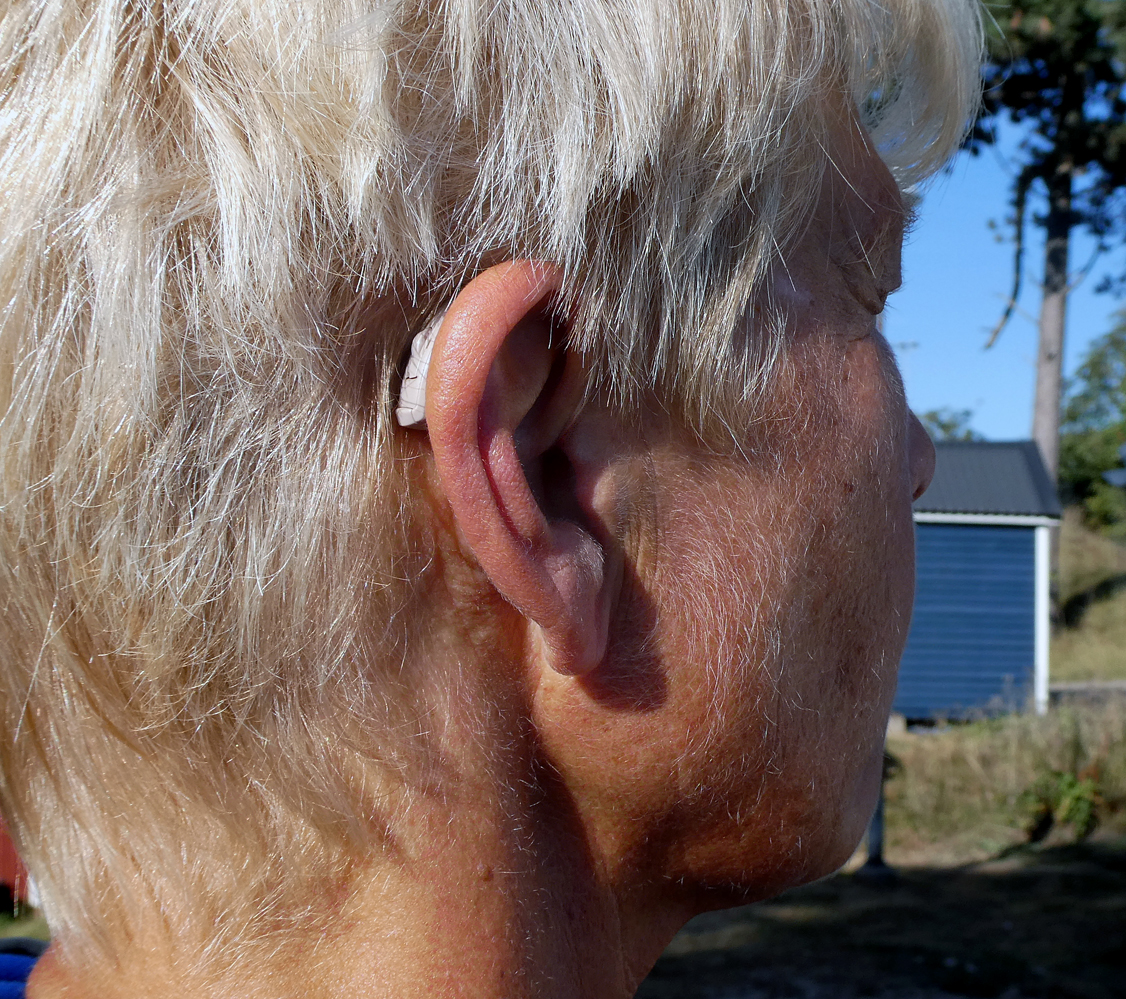
Een modern achter-het-oor hoortoestel, de geluidsslang naar de speaker is nauwelijks zichtbaar.

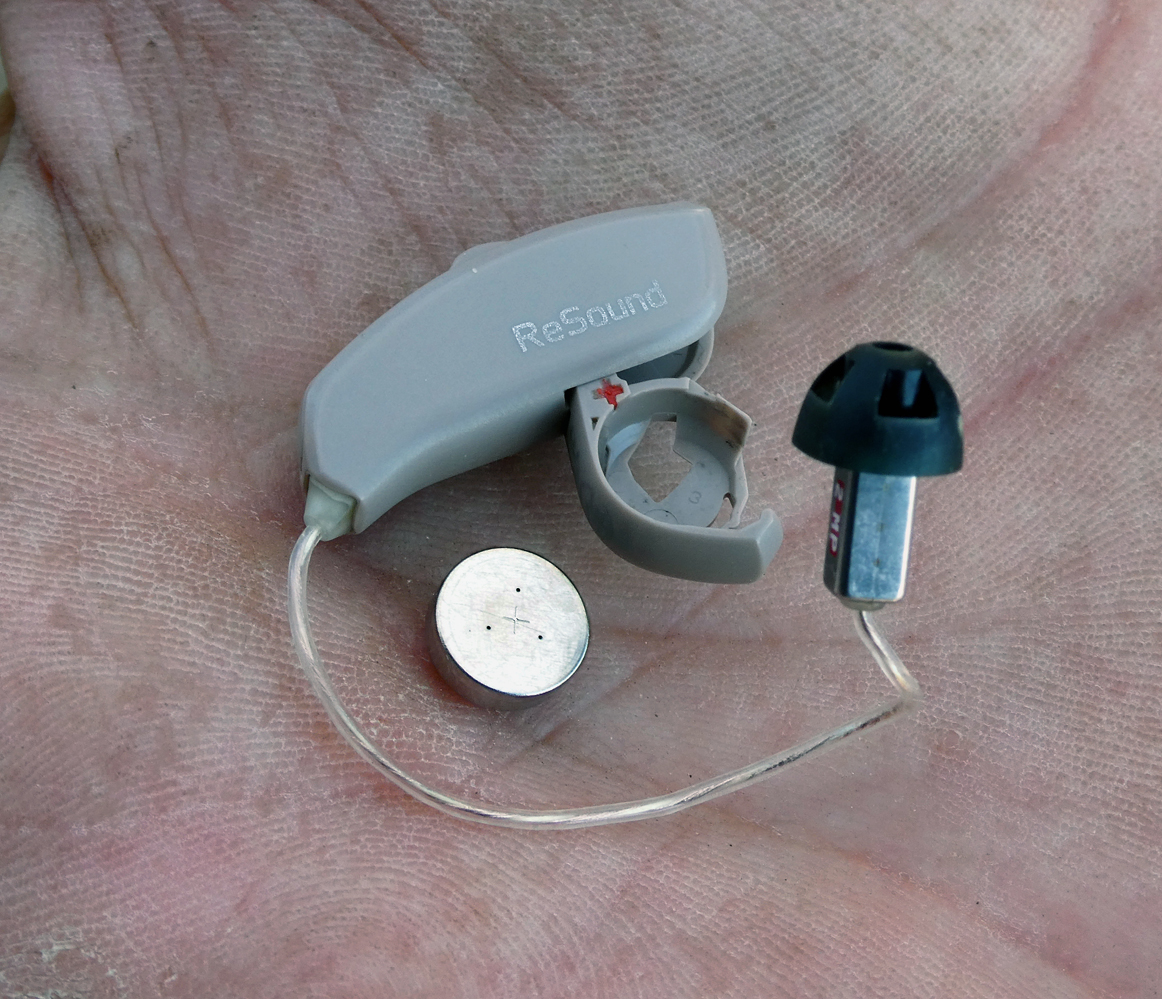
Een modern achter-het-oor hoortoestel met een minicelbatterij.

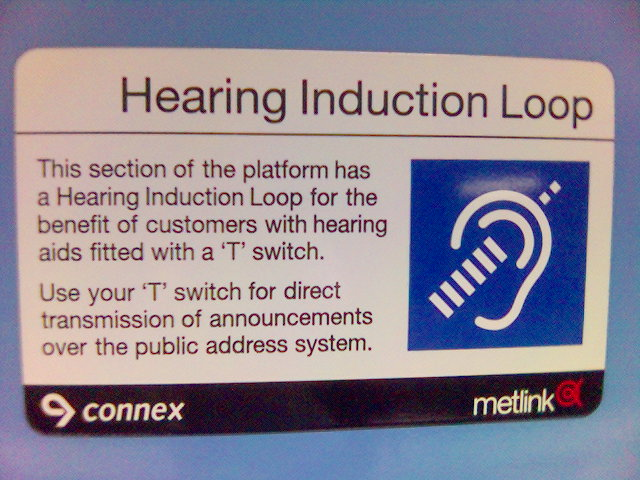
Ringleiding voor hoorapparaten aanwezig; gebruik de T-stand

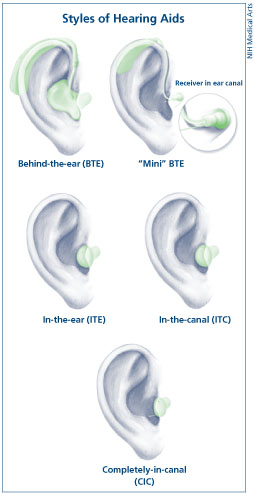
verschillende varianten van Hoortoestellen

Een hoortoestel, ook wel (ge)hoorapparaat genoemd, is een klein elektronisch apparaat waarmee slechthorenden beter geluid kunnen waarnemen, bij ernstig slechthorenden of doven met restgehoor kan het hoortoestel het spraakafzien (liplezen) ondersteunen.
Een hoortoestel wordt zinvol verondersteld en komt in Nederland gedeeltelijk in aanmerking voor vergoeding als het gemiddelde gehoorverlies in een of beide oren groter is dan 35 dB.  

## Analoog hoortoestel
Er valt een technisch onderscheid te maken tussen de diverse hoortoestellen. Er zijn de inmiddels minder vaak gebruikte analoge hoortoestellen. Deze hoortoestellen hebben de volgende onderdelen: een microfoon, een versterker en een luidspreker om het elektrische signaal weer in geluid om te zetten.
Op deze hoortoestellen zit als regel een aan/uit-schakelaar, een volume-regelaar en soms ook een toonregelingsknopje.
Hoortoestellen zijn vaak uitgerust met mogelijkheid tot het gebruik van ringleiding ten behoeve van het beluisteren van radio, tv, kerkdiensten en voorstellingen. De aan/uit-schakelaar heeft dan meestal een extra T-stand om in plaats van de microfoon de ringleiding te benutten.

## Digitaal hoortoestel
De huidige hoortoestellen zijn veelal digitale hoortoestellen. Deze hebben naast de onderdelen waaruit een analoog hoortoestel bestaat een chip met een digitale signaalprocessor of DSP. Deze chip zet het 'analoge' geluid om in elektrisch digitaal signaal. De DSP maakt een onderscheid tussen zachte en harde geluiden. De zachte geluiden worden relatief meer versterkt dan de harde geluiden door een compressor. Daarnaast kan de DSP verschillende frequenties afzonderlijk versterken, zodat de gehoorsverliescurve beter kan worden gecompenseerd.
Geavanceerde chips zijn in staat spraak te 'herkennen' en het juiste luisterprogramma erbij te selecteren. Vrijwel altijd zijn de toestellen dan voorzien van richtinggevoelige microfoons en meerdere (automatische) programma's voor verschillende luistersituaties. Het resultaat hiervan is dat de gebruiker een beter spraakverstaan heeft en het toestel natuurlijker en rustiger klinkt.

## FM-systeem
Het beste systeem om beter te verstaan in rumoer is echter een FM-systeem dat bestaat uit een microfoon en een zender enerzijds en een miniatuur ontvanger ter grootte van een flinke pinda anderzijds. De ontvanger wordt aan het hoortoestel bevestigd. Met het FM-systeem wordt het geluid draadloos van de bron naar het oor gebracht en alle hinder van rumoer of een te grote afstand zijn daarmee overwonnen. Er bestaat geen hoortoesteltechniek die het voordeel van een FM-systeem kan benaderen. Het nadeel van een FM-systeem is dat er altijd een microfoon nodig is bij de bron van het geluid. In situaties met veel en vaak wisselende sprekers is een FM-systeem dus nauwelijks toepasbaar, tenzij telkens de microfoon doorgegeven wordt. Dit kan in de praktijk in dergelijke situaties nogal eens op bezwaren stuiten. Er zijn echter systemen waarbij tegelijkertijd 2 microfoons gebruikt kunnen worden (zogenaamde teamteaching systemen) en er is ook een technologie waarbij maximaal 10 microfoons gebruikt kunnen worden, een zogenaamd multitalker network.
FM-systemen worden in de ontwikkelde landen altijd toegepast bij slechthorende kinderen. Slechthorende volwassenen ontdekken in toenemende mate de voordelen van draadloze FM-systemen, zeker sinds er zenders op de markt zijn gekomen met verschillende microfoonstanden en met Bluetooth die het telefoneren via mobiele telefoons mogelijk maken.

## Soorten hoortoestellen
Er bestaan hoortoestellen in allerlei soorten en maten. De bekendste zijn:
- Achter-het-oor hoortoestel (AHO)

Dit is in Europa het meest gebruikte hoortoestel. Het is een oorhanger die achter het oor wordt gedragen.
- AHO met open aanpassing

Deze variant is kleiner dan de gewone AHO. Hij heeft een dunner slangetje met luidspreker naar de gehoorgang en een universeel klein oorstukje. Dat zorgt voor een groter draagcomfort.
- In-het-oor hoortoestel (IHO)

Deze wordt in de gehoorgang gedragen en is dus minder zichtbaar dan een AHO.
- Completely-in-the-canal toestel (CIC)

Dit hoortoestel wordt zover in de gehoorgang gedragen, dat het zelfs (bijna) helemaal niet zichtbaar is.
- Hoorbril

Dit is een bril met geïntegreerd hoortoestel.

## Andere hulpmiddelen
Daarnaast bestaan nog andere implanteerbare hulpmiddelen om geluid waar te nemen, zoals:
- Bone Anchored Hearing Aid (BAHA)

Dit is een toestel dat gebruikmaakt van beengeleiding in plaats van luchtgeleiding. Het apparaat kan met een kleine pen in de schedel worden vastgemaakt, hiervoor is een operatie nodig. De trillingen van het schedelbot kunnen ook worden ontvangen met een vlak plastic plaatje dat met een band strak op het hoofd zit. Dit apparaat wordt relatief vaak toegepast bij mensen die enkelzijdig doof zijn.
- Cochleair implantaat (CI)

Dit is een elektronische prothese die het buiten-, midden- en binnenoor overbrugt. Het zet geluid om in elektrische pulsen die de gehoorzenuw stimuleren. Met een CI kunnen personen die geen of nog maar een beperkt restgehoor bezitten (opnieuw) klanken, geluiden en spraak waarnemen.

## Welk toestel
De aard van het gehoorverlies bepaalt in grote mate welk toestel het meest geschikt is. Het audiogram dient dan als indicatie. Een CIC, IHO of een AHO met open aanpassing zijn doorgaans ongeschikt voor de zwaardere gehoorverliezen. Sommige mensen zullen uit ijdelheid of schaamte voor een IHO- of een CIC-hoortoestel kiezen zodat het niet opvalt. Anderen nemen juist een leuk gekleurd hoortoestel of oorstukje.
Het onderzoek naar gehoorverlies en het aanpassen van een geschikt hoortoestel aan de individuele eisen van de patiënt gebeurt door een audicien of audioloog.
De markt van (digitale) hoortoestelfabrikanten wordt doorgaans omschreven als een oligopolie.
Voor hoortoestellen worden kleine, cirkelvormige batterijen, zogenoemde knoopcellen of hoorbatterijen, gebruikt.

## Vergoeding in Nederland
De vergoeding voor hoortoestellen valt voor een groot deel (75%) onder de basisverzekering. Voor de niet vergoede kosten kan soms een beroep worden gedaan op de aanvullende verzekering. 

### Cochleair implantaat
Een groep gebruikers met een gehoorverlies van circa 70 dB en hoger, die in aanmerking kunnen komen voor een volledig vergoed cochleair implantaat van circa € 65.000, ervaart de verschillen in eigen bijdrage die - afhankelijk van de kwaliteit/kosten van het gekozen hoortoestel - kunnen oplopen van € 0 tot ca. € 1500,-. Een ander verschil is dat nazorg en revalidatie bij een cochleair implantaat vergoed wordt en bij een hoortoestel niet.
Door dit verschil in eigen bijdrage is er weerstand vanuit voornamelijk de groep van prelinguaal doven ontstaan; zij vinden dat er in de praktijk geen vrijheid is in de keuze tussen hoortoestellen en een CI. Een aantal doven heeft hierover in 2008 een open brief geschreven. Het CVZ heeft in 2010 geadviseerd om hoortoestellen volledig te gaan vergoeden.